# Jacqueline MacInnes Wood
Jacqueline MacInnes Wood (ur. 17 kwietnia 1987 w Windsor, Kanada) – kanadyjska aktorka, DJ-ka, piosenkarka i prezenterka telewizyjna. Najbardziej znana z roli Steffy Forrester w Modzie na sukces.

## Życiorys
Jacqueline MacInnes Wood urodziła się 17 kwietnia 1987 roku. W wieku 18 lat przeprowadziła się do Toronto w celu kontynuowania kariery aktorskiej.
Po zagraniu kilku epizodów w filmach i serialach, w maju 2008 roku, Wood dostała rolę Steffy Forrester, córki Taylor Hayes (Hunter Tylo) i Ridge'a Forrestera (Ronn Moss) w operze mydlanej Moda na sukces.
Pierwszą, poważną rolą aktorki na dużym ekranie była rola Olivii Castle w horrorze Oszukać przeznaczenie 5 z 2011 roku.
W 2012 roku, aktorka została nominowana do nagrody Daytime Emmy za rolę Steffy Forrester.

W  lipcu 2025 urodziła piąte dziecko

## Filmografia

### Filmy
- 2008: Nightmare at the End of the Hall jako Laurel/Jane
- 2009: Podniebny pościg jako Julie Gunn
- 2010: Turn the Beat Around jako Irena
- 2011: Oszukać przeznaczenie 5 jako Olivia Castle
- 2013: Fałszywy mąż (Her Husband's Betrayal) jako Cathy Coulter; film TV

### Seriale
- 2006: Uciekinierzy jako Candice (odc. 8)
- 2007: Lovebites jako Faith
- 2008: Gamer Girlz jako Max
- 2008–2013, od 2015: Moda na sukces jako Steffy Forrester
- 2008: Żony pierwszej ligi jako Ava (odc. 5, 6)
- 2012: Arrow jako Sara Lance
- 2014: Jeden gniewny Charlie jako Jane
- 2014: Castle jako Chelsea